# Oxygonitis
Oxygonitis é um gênero de traça pertencente à família Arctiidae.